# Кампус дус Гойтаказиш
Кампус дус Гойтаказиш (на португалски: Campos dos Goytacazes, португ. произношение: [ˈkɐ̃puʒ duʒ gojtaˈkaziʃ]) е град-община в щата Рио де Жанейро, Югоизточна Бразилия. Населението е 431 839 жители (2008 г.), а площта 4032 кв. км. Основан е на 29 май 1677 г. Разположен е на 14 м н.в. Намира се в часова зона UTC-3. Пощенският му код е 28000-000, а телефонния +55 22. Кампус дус Гойтаказиш е на 286 км от Рио де Жанейро и е най-източният град-община в щата.

## История
Португалската колонизация на региона на Кампус започва през 16 век, когато крал Жуау III създава капитанията Сау Томе, но дълго време тя протича бавно, заради съпротивата на местните индианци гойтака срещу създаването на плантации за захарна тръстика. Територията започва да се усвоява по-активно след 1627 година на базата на пасищно животновъдство, а от средата на 17 век и на типичната за щата Рио де Жанейро захарна тръстика. Селото, наричано първоначално Сау Салвадор дус Кампус е основано на 29 май 1677 година, а на 28 март 1835 година получава статут на град.
През 19 век Кампус се разраства около производството на захарна тръстика, като в града се оформя висша класа от плантатори с благороднически титли. По това време общината обхваща цялата северна и североизточна част на щата, но постепенно от нея са отделени няколко новообразувани селища. Макар че от там произхождат видни фигури на аболиционисткото движение в Бразилия, като журналиста Жузе ду Патрусиниу, наричан „Тигъра на аболиционизма“, Кампус дус Гойтаказиш е последната община в страната която приема отмяната на робството през 1881 година.
През 30-те години на 20 век в Кампус започват да се използват парни машини за обработката на захарната тръстика, което дава нов тласък в развитието на сектора. През 1974 година край океанския бряг са открити залежи на нефт, експлоатацията на които е решаваща за развитието на града през следващите десетилетия.